# Katarzyna Napiórkowska
Katarzyna Napiórkowska, właśc. Kazimiera Napiórkowska (ur. 15 stycznia 1947) – polska marszand, właścicielka Galerii Sztuki.

## Życiorys
Z wykształcenia jest ekonomistą, absolwentką Szkoły Głównej Handlowej. Napisała pracę na temat społecznych i ekonomicznych funkcji sztuki. Ukończyła także Studium Dekoratorstwa i Reklamy. Zdobyła uprawnienia wykonywania zawodu artysty plastyka. Projektanta biżuterii. Autorka kilkuset tekstów o sztuce (m.in. w magazynach BCC, Sense of beauty, Świat Elit).
Prowadzi Galerię Sztuki Katarzyny Napiórkowskiej z siedzibami w Warszawie, Poznaniu i Brukseli. Prezes Fundacji im. Franciszki Eibisch nagradzającej utalentowanych polskich malarzy młodego pokolenia. Organizatorka licznych akcji charytatywnych m.in. na rzecz Warszawskiego Szpitala Dziecięcego, Instytutu „Centrum Zdrowia Matki Polki” w Łodzi i Wielkiej Orkiestry Świątecznej Pomocy.
Zorganizowała ponad 260 wystaw i pokazów indywidualnych w Polsce oraz na świecie, m.in. w Düsseldorfie, Paryżu, Nowym Jorku, Bukareszcie i Kolonii. W prowadzonej przez nią Galerii odbyły się również wystawy międzynarodowe. Prezentowano między innymi twórczość Josefa Beuysa oraz profesorów Akademii Sztuk Pięknych we Florencji.
Jej pasją jest poznawanie kolekcji sztuki na świecie, projektowanie biżuterii, malarstwo i literatura piękna. Jest mężatką. Ma dwie córki.

## Odznaczenia
- Krzyż Kawalerski Orderu Odrodzenia Polski (2003)[1]
- Złoty Krzyż Zasługi (1999)[2]
- Odznaka Honorowa „Bene Merito” (2023)[9]
- Odznaka Honorowa „Zasłużony dla Mazowsza” (2017)[10]
- Odznaka Przyjaciel Dziecka nadana przez TPD